# 12月2日
12月2日（じゅうにがつふつか）は、グレゴリオ暦で年始から336日目（閏年では337日目）にあたり、年末まであと29日ある。

## できごと
- 1611年（慶長16年10月28日） - 慶長三陸地震が起こる[1]。
- 1804年 - ナポレオン・ボナパルトの戴冠式がパリのノートルダム大聖堂で行われ、フランス皇帝に即位[2]。
- 1805年 - ナポレオン戦争: アウステルリッツの戦い。
- 1823年 - ジェームズ・モンロー米大統領によるモンロー宣言。ヨーロッパからの自立と相互不干渉（モンロー主義）を宣言。
- 1848年 - フランツ・ヨーゼフ1世がオーストリア皇帝に即位[3]。
- 1851年 - フランス第二共和政大統領ルイ＝ナポレオンがクーデターを起こし、国民議会を解散[4]。
- 1852年 - ルイ＝ナポレオンがナポレオン3世としてフランス皇帝に即位[4]。フランス第二帝政が始まる。
- 1859年 - 奴隷制度廃止運動家ジョン・ブラウンが処刑。
- 1872年 - 同年11月9日、近代化を進める明治政府から「明治5年12月3日をもって、明治6年1月1日とする」という詔書が発表された。日本の暦が旧暦から新暦に変わるタイミングで、この日が大晦日になり、翌日が明治6年1月1日になった[5]。
- 1908年（光緒34年11月9日） - 2歳10か月の愛新覚羅溥儀が清の皇帝に即位[6]。
- 1929年 - 中国の考古学者・地質学者の裴文中が、北京郊外の周口店の石灰洞窟で、北京原人の頭蓋骨を発見[7]。
- 1939年 - ニューヨーク市立空港（現 ラガーディア空港）が開港。
- 1941年 - 第二次世界大戦: 大本営が「ニイタカヤマノボレ1208」の暗号電文により戦艦アリゾナを主標的とした真珠湾攻撃を訓電発令[8]。
- 1942年 - マンハッタン計画: エンリコ・フェルミらがシカゴ大学の原子炉で持続的な核分裂の連鎖反応に成功。
- 1943年 - 第二次世界大戦: バーリ空襲。
- 1944年 - 第二次世界大戦: 沢村栄治投手の乗った輸送船が、屋久島沖西方の東シナ海で米潜水艦シーデビルにより撃沈[9]。
- 1946年 - 内務省が特殊飲食店地帯「赤線」を制定。
- 1949年 - 人身売買及び他人の売春からの搾取の禁止に関する条約が採択される。
- 1951年 - 北海道釧路市の釧路市立病院で火災が発生。建物の一部と周囲の家屋7戸が焼失。死者15人[10]。
- 1954年 - アメリカ合衆国と中華民国が米華相互防衛条約に調印。
- 1956年 - キューバ革命: フィデル・カストロ、チェ・ゲバラらが、グランマ号でキューバの東海岸に上陸[11]。
- 1959年 - フランスで建設中のマルパッセダムが堪水試験中に決壊。ダム湖の水が下流の集落を襲い、死者500人以上の惨事となる。
- 1961年 - 1961年世界柔道選手権大会でオランダのアントン・ヘーシンクが日本の曽根康治を破り優勝。柔道世界チャンピオンの座が初めて日本から離れる。
- 1970年 - アメリカ合衆国環境保護庁設立。
- 1971年 - ペルシャ湾岸の6つの首長国によりアラブ首長国連邦が成立。
- 1975年 - ラオスで王政を廃止し人民民主共和国を宣言。
- 1975年 - オランダでモルッカ人ゲリラが列車乗っ取り。事件は12日間続き、人質3人が死亡。
- 1976年 - フィデル・カストロがキューバの大統領に就任。
- 1980年 - 名古屋女子大生誘拐殺人事件が発生[12][13]。
- 1981年 - 大阪市営地下鉄千日前線 新深江駅 - 南巽駅間が開業し、全通。
- 1984年 - インドのボパール化学工場でガス漏れ事故。15,000人 - 25,000人が死亡。
- 1988年 - ベーナズィール・ブットーがパキスタン首相に就任。イスラム圏初の女性首相。
- 1988年 - 札幌市営地下鉄東豊線栄町駅 - 豊水すすきの駅間が開業。
- 1989年 - マルタ会談開始。
- 1990年 - 1990年ドイツ連邦議会選挙。ドイツ再統一後初の総選挙。
- 1990年 - TBS記者の秋山豊寛がソ連の宇宙船ソユーズTM-11号で宇宙へ飛び立つ。日本人初、ジャーナリストとして世界初の宇宙飛行となった[14]。
- 1993年 - コロンビアの麻薬密売組織メデジン・カルテルの最高幹部パブロ・エスコバルがコロンビア治安部隊に銃殺される。
- 1994年 - オウム真理教による駐車場経営者VX襲撃事件。
- 1998年 - 「古都奈良の文化財」の世界遺産登録が決定。
- 2000年 - 沖縄県の「琉球王国のグスク及び関連遺産群」が世界遺産に登録される[15]。
- 2000年 - スマッシング・パンプキンズが解散。
- 2001年 - アメリカの大手エネルギー会社、エンロンが経営破綻。
- 2003年 - 超電導リニアが山梨実験線で581 km/hの鉄道世界最高速度を記録。
- 2004年 - 任天堂の携帯型ゲーム機、ニンテンドーDSが日本国内で発売。
- 2005年 - マンダリン・オリエンタル東京が東京都中央区日本橋に開業。
- 2006年 - 任天堂の据え置き型ゲーム機、Wiiが日本国内で発売。
- 2012年 - 笹子トンネル天井板落下事故が発生。9人が死亡[16]。
- 2020年 - 香港の裁判所が、香港民主化運動活動家3人に対し、無許可集会扇動の罪で実刑判決を下す[17]。

## 誕生日

### 人物

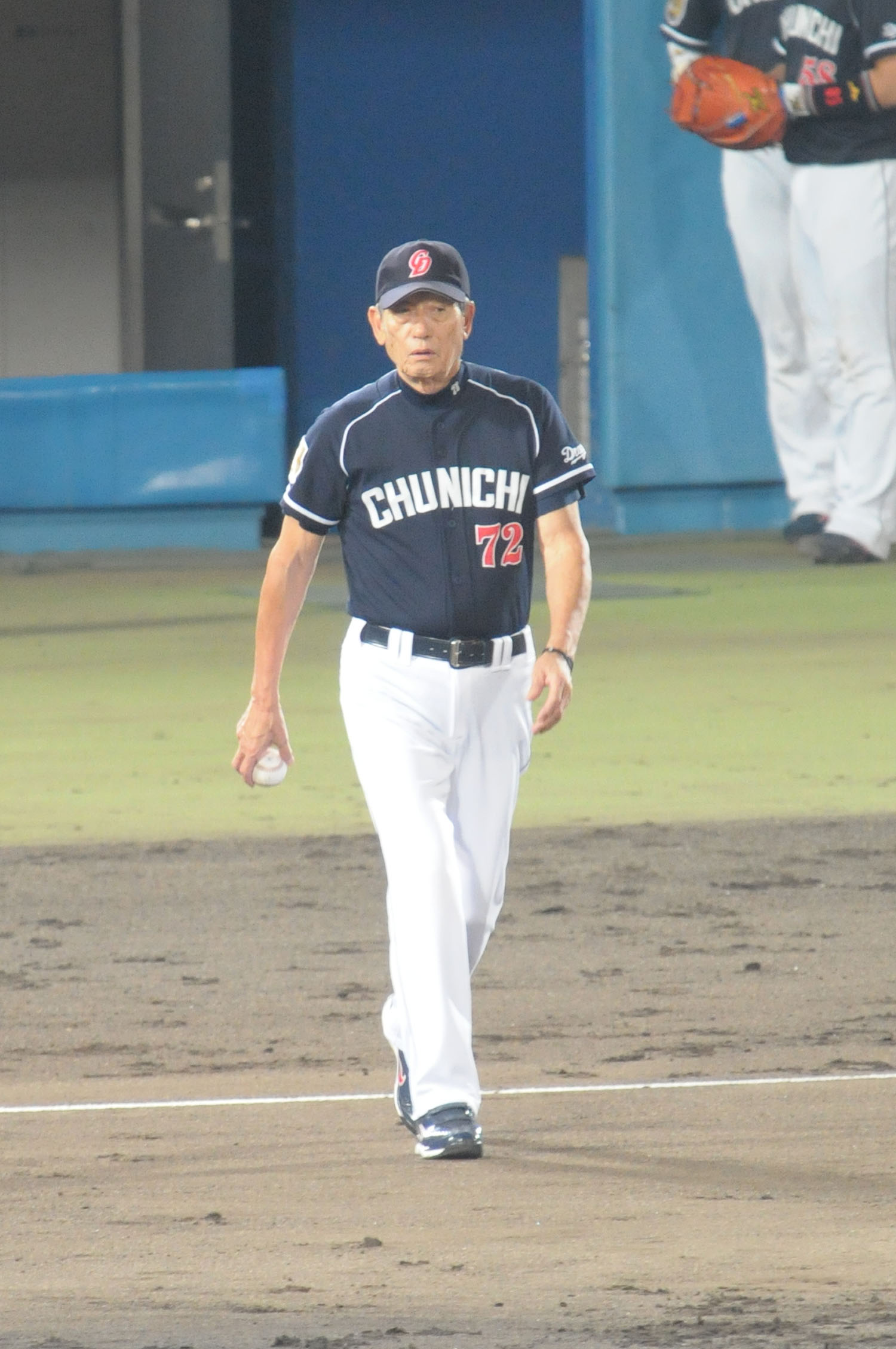
プロ野球選手・監督、権藤博(1938-)誕生。1961年に35勝を挙げて最多勝と新人王、その投げぶりは「権藤、権藤、雨、権藤」とも評された。

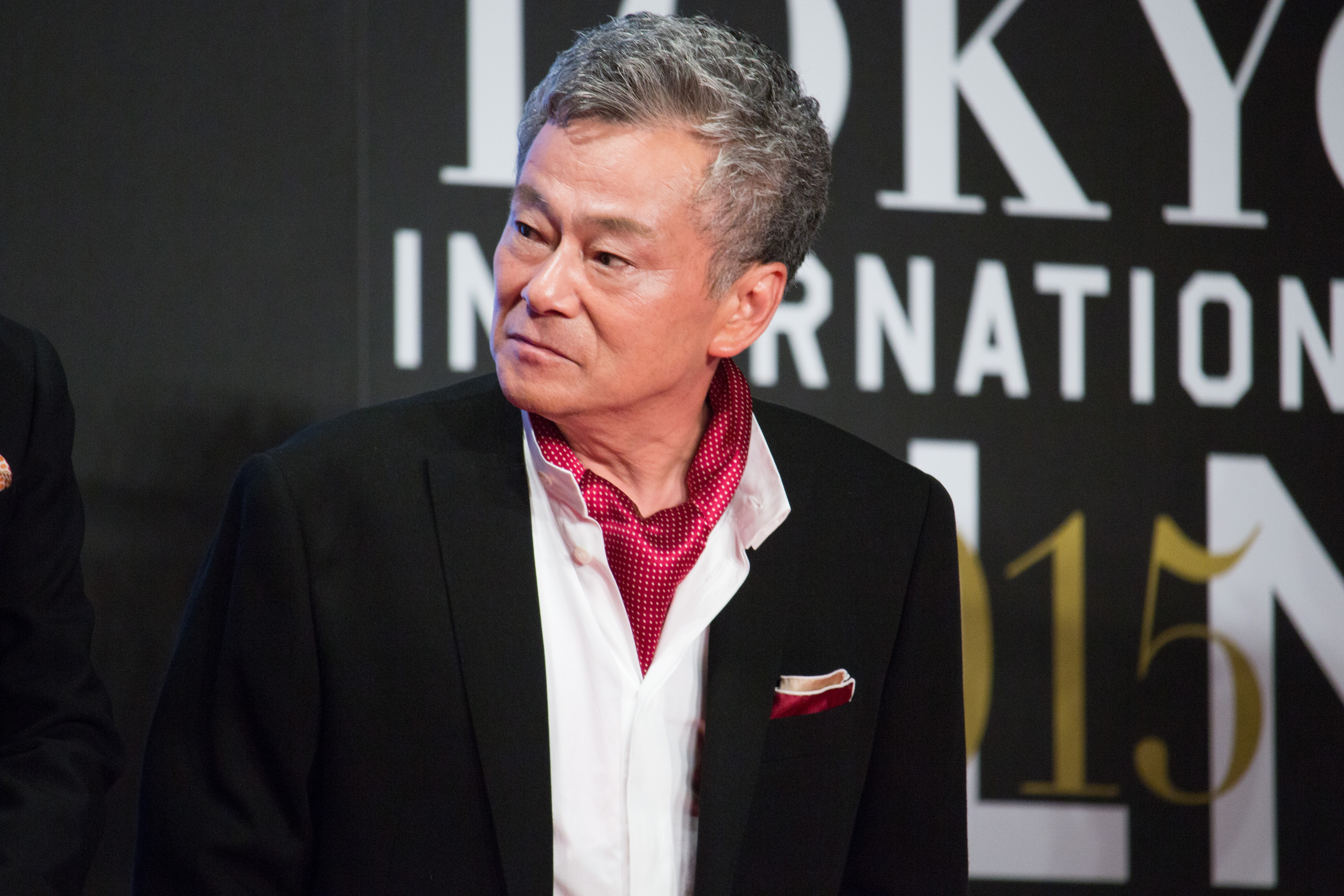
声優、池田秀一(1949-)誕生。1979年に「機動戦士ガンダム」のシャア・アズナブル役に抜擢、世界的人気を得る。

- 1609年（慶長14年11月6日） - 遠山秀友、第2代苗木藩主（+ 1642年）
- 1723年（享保8年11月5日） - 佐竹義明、第7代久保田藩主（+ 1758年）
- 1743年（寛保3年10月17日） - 浅野重晟、第7代広島藩主（+ 1814年）
- 1745年（延享2年11月10日） - 板倉勝志、第4代庭瀬藩主（+ 1785年）
- 1756年（宝暦6年11月11日） - 内田正純、第4代小見川藩主（+ 1825年）
- 1759年 - ジェームズ・エドワード・スミス、植物学者（+ 1828年）
- 1799年（寛政11年11月6日） - 牧野忠雅、第9代長岡藩主（+ 1858年）
- 1807年（文化4年11月4日） - 水野忠寛、第6代沼津藩主（+ 1874年）
- 1817年（文化14年10月24日） - 島津久光、薩摩藩の指導者（+ 1887年）
- 1821年（文政4年11月8日） - 安藤直裕、第16代・第18代田辺藩主（+ 1885年）
- 1825年 - ペドロ2世、ブラジル皇帝（+ 1891年）
- 1833年 - エドゥアール・リウー、イラストレーター、画家（+ 1900年）
- 1847年（弘化4年10月25日） - 早速勝三、実業家、元芸備日日新聞社主、宮島連絡船設立者（+ 1918年）
- 1858年（安政5年10月27日） - 斎藤実、政治家、第30代内閣総理大臣（+ 1936年）
- 1859年 - ジョルジュ・スーラ、新印象派画家（+ 1891年）
- 1867年（慶応3年11月7日） - 嶋谷徳三郎、実業家（+ 1928年）
- 1872年（明治5年11月2日） - 武島羽衣、国文学者、歌人、作詞家、日本女子大学名誉教授（+ 1967年）
- 1874年 - 福田徳三、経済学者（+ 1930年）
- 1880年 - 渡辺三郎、工学者、実業家、政治家（+ 1951年）
- 1882年 - 三条公輝、華族、政治家（+ 1945年）
- 1883年 - 桜井弥一郎、野球選手（+ 1958年）
- 1891年 - 耕三寺耕三、実業家、耕三寺建立者（+ 1970年）
- 1891年 - オットー・ディクス、画家（+ 1965年）
- 1893年 - レオ・オーンスタイン、ピアニスト、作曲家（+ 2002年）
- 1895年 - ハリエット・コーエン、ピアニスト（+ 1967年）
- 1898年 - 蕗谷虹児、画家、詩人（+ 1979年）
- 1899年 - ジョン・バルビローリ、指揮者（+ 1970年）
- 1900年 - 由起しげ子、作家（+ 1969年）
- 1905年 - オスヴァルド・プグリエーセ、ピアニスト（+ 1995年）
- 1905年 - 八田尚之、脚本家（+ 1964年）
- 1915年 - 三笠宮崇仁親王、皇族、大正天皇の四男（+ 2016年）
- 1918年 - テルターク・エレメール、フィギュアスケート選手（+ 1999年）
- 1918年 - 高峰三枝子、女優、歌手（+ 1990年）
- 1920年 - 奥田元、元プロ野球選手
- 1921年 - 谷内六郎、画家（+ 1981年）
- 1921年 - 道仏訓、元プロ野球選手（+ 2005年）
- 1923年 - マリア・カラス、オペラ歌手（+ 1977年）
- 1923年 - アレクサンドル・ヤコブレフ、政治家、歴史学者（+ 2005年）
- 1924年 - 多田道太郎、フランス文学者、評論家（+ 2007年）
- 1929年 - 奈良康明、仏教学者、曹洞宗僧侶、元駒澤大学学長・総長（+ 2017年）
- 1930年 - 村越伊知郎、声優（+ 2007年）
- 1931年 - 初見良昭、武術家
- 1935年 - 7代目立川談志、落語家 ※実際の出生日。戸籍上の生年月日は1936年1月2日（+ 2011年）
- 1936年 - 山﨑努、俳優
- 1936年 - 寺島達夫、元プロ野球選手（+ 1997年）
- 1938年 - 権藤博、元プロ野球選手、監督
- 1939年 - アラン・サンドランス、シェフ（+ 2017年）
- 1943年 - 太地喜和子、女優（+ 1992年）
- 1944年 - 奥正之、銀行家、三井住友銀行顧問
- 1944年 - ボート・シュトラウス、劇作家、小説家、エッセイスト
- 1945年 - 油井大三郎、歴史家
- 1945年 - 中林佳子、政治家
- 1946年 - ジャンニ・ヴェルサーチ、ファッションデザイナー（+ 1997年）
- 1947年 - 沢田久喜、元スキージャンプ選手
- 1948年 - 夏木ゆたか、タレント
- 1948年 - 田山雅充、歌手
- 1948年 - 政宗一成、声優
- 1948年 - トニーニョ・オルタ、歌手
- 1949年 - 池田秀一[18]、声優、俳優
- 1949年 - 北山耕平、編集者、作家、翻訳家
- 1952年 - 高汐巴、女優
- 1955年 - K.INOJO、作詞家
- 1957年 - 山本みどり、女優
- 1957年 - 遠山裕、ミュージシャン
- 1957年 - 御木貴日止、宗教家（+ 2020年）
- 1958年 - 浅見美那、元女優
- 1958年 - ランディ・ガードナー、フィギュアスケート選手
- 1959年 - 細野不二彦、漫画家
- 1959年 - 仁科有理、女優
- 1959年 - 森たけし、アナウンサー
- 1960年 - リック・サヴェージ、ベーシスト
- 1961年 - 塚本正治、社会運動家、詩人、シンガーソングライター
- 1962年 - けらえいこ、漫画家
- 1964年 - 本多平直、政治家
- 1964年 - 柳蒼二郎、実業家、小説家
- 1966年 - 奥野真哉、ミュージシャン（ソウル・フラワー・ユニオン）
- 1966年 - 中西圭一、ミュージシャン（クレイジーケンバンド）
- 1966年 - 新崎人生、プロレスラー
- 1966年 - 金子志保、元バレーボール選手
- 1967年 - 深江卓次、俳優
- 1967年 - 渡辺剛、作曲家
- 1968年 - デビッド・バッティ、元サッカー選手
- 1968年 - ルーシー・リュー、女優
- 1968年 - 若木未生、作家
- 1969年 - 近藤光、アニメプロデューサー
- 1969年 - 小坂憲央、アナウンサー
- 1971年 - 松嶋尚美、お笑いタレント（元オセロ）
- 1971年 - 吉崎観音、漫画家
- 1971年 - フランチェスコ・トルド、元サッカー選手
- 1971年 - 道口瑞之、ミュージカル俳優
- 1973年 - サイモン猪木、実業家、元新日本プロレス社長
- 1973年 - 六車奈々、タレント
- 1973年 - 白田日出夫、元騎手
- 1973年 - モニカ・セレシュ、テニス選手
- 1973年 - ヤン・ウルリッヒ、元自転車プロロードレース選手
- 1973年 - グレアム・カヴァナ、元サッカー選手
- 1974年 - 森尾正博、漫画家
- 1975年 - 野村真季、アナウンサー
- 1975年 - マーク・コッツェイ、元プロ野球選手
- 1976年 - 後藤正文、ミュージシャン（ASIAN KUNG-FU GENERATION）
- 1976年 - 三戸崇史、声優
- 1976年 - 細木美和、元女優
- 1976年 - ジェニファー・ロビンソン、フィギュアスケート選手
- 1977年 - 宮本耀子、タレント
- 1977年 - 神戸たろう、AV監督
- 1978年 - 森実友紀、女優
- 1978年 - 土井宏昭、陸上競技指導者、ハンマー投げ選手
- 1978年 - クリス・ウォルステンホルム、ミュージシャン
- 1978年 - ピーター・モイラン、元プロ野球選手
- 1979年 - 仁後真耶子、声優
- 1980年 - 藤原亜衣里、競輪選手
- 1980年 - 三橋直樹[19]、元プロ野球選手
- 1981年 - ブリトニー・スピアーズ、歌手
- 1981年 - 井上直美、タレント、声優
- 1982年 - おたけ、お笑いタレント（ジャングルポケット）
- 1982年 - 福島和可菜、タレント、元予備自衛官
- 1983年 - 渡辺敦子、キャラクターデザイナー
- 1983年 - 大垣崇、元陸上競技選手
- 1983年 - アーロン・ロジャース、アメリカンフットボール選手
- 1984年 - 中田雅史、歌手、シンガーソングライター
- 1984年 - 古澤恵[20]、レースクイーン、モデル
- 1984年 - 松井宏次、元プロ野球選手
- 1985年 - 小林勇太、映画監督、フォトグラファー
- 1985年 - エルネスト・メヒア、元プロ野球選手
- 1986年 - 中山旦子、女優
- 1986年 - 財前貴男、元プロ野球選手
- 1986年 - 山本エドワード、プロバスケットボール選手
- 1986年 - 流海、元AV女優
- 1986年 - 黒藤結軌、俳優、声優
- 1988年 - 安藤典莉子、バレーボール選手
- 1989年 - 近藤彩希、タレント
- 1989年 - 大栗麻未 - アナウンサー
- 1989年 - 山村和也、サッカー選手
- 1989年 - 樋口賢、元プロ野球選手
- 1989年 - ルカ・パネラッティ、プロ野球選手
- 1989年 - マッテオ・ダルミアン、サッカー選手
- 1990年 - 八乙女光、アイドル（Hey! Say! JUMP）
- 1990年 - 岡山みのり、アイドル（まなみのりさ）
- 1990年 - 伊宮理恵[21]、タレント
- 1990年 - 樋江井ありさ、歌手
- 1991年 - 長谷川ぱせり、シンガーソングライター
- 1990年 - エマニュエル・アギェマン＝バドゥ、サッカー選手
- 1990年 - ガストン・ラミレス、サッカー選手
- 1991年 - 村田莉、ファッションモデル、タレント
- 1991年 - 鈴木バイダン、お笑い芸人
- 1991年 - 菅原千瑛、プロ雀士
- 1991年 - 髙橋竜基、プロレスラー
- 1991年 - 鈴木夕湖、カーリング選手
- 1991年 - チャーリー・プース、歌手
- 1991年 - このは、AV女優
- 1991年 - 北川瞳、元AV女優
- 1992年 - 田名部生来、タレント（元AKB48）
- 1992年 - ゲイリー・サンチェス、プロ野球選手
- 1992年 - 高嶋活士、元騎手
- 1993年 - 石田晴香、タレント、声優（元AKB48）
- 1993年 - 前田柊、サッカー選手
- 1993年 - 川崎由意、プロボウラー
- 1993年 - コスタス・スタフィリディス、サッカー選手
- 1994年 - 千眼美子 、女優
- 1994年 - 三嶋毬里衣、ジャーナリスト、競馬解説者
- 1994年 - 高畑智也、サッカー選手
- 1994年 - 友風想大、大相撲力士
- 1995年 - 今井理緒、女優
- 1995年 - 水瀬いのり、声優
- 1995年 - 藤川菜緒、タレント、元AV女優
- 1995年 - 三宅玲奈、競輪選手
- 1996年 - 寺坂尚呂己、俳優
- 1997年 - 古森結衣、タレント、ライバー、元アイドル（元HKT48・10COLOR'S・GALETTe）
- 1997年 - 宮田輝星、元プロ野球選手
- 1998年 - 薮下柊、インフルエンサー、元アイドル（元NMB48）
- 1998年 - 佐々木大芽[22]、タレント
- 1998年 - 栗田麻理、アナウンサー
- 1998年 - 松井熙、サッカー選手
- 1998年 - 梅北眞衣、柔道選手
- 1998年 - 竹中七海、新体操選手
- 1998年 - ジュース・ワールド、ラッパー
- 1999年 - 京佳、タレント、元アイドル（元夢みるアドレセンス）
- 1999年 - ケルヴィン・キプタム、陸上競技選手（+ 2024年）
- 2000年 - 駒井蓮[23]、女優
- 2000年 - 尾碕真花、女優
- 2000年 - トラックめいめい、トラックドライバー、ソーシャルインフルエンサー
- 2001年 - 柿崎芽実、元アイドル（元日向坂46）
- 2006年 - 小田将聖、アイドル（ジュニア、少年忍者）
- 2010年 - 宮本琉成、子役
- 生年不詳 - 礼真琴、女優、宝塚歌劇団星組
- 生年不詳 - 彩海せら、女優、宝塚歌劇団月組
- 生年不詳 - 友永朱音、声優
- 生年不詳 - 櫻井皓基、声優
- 生年不詳 - 知、ギタリスト（サイダーガール）
- 生年不詳 - 西田亜沙子、アニメーター、キャラクターデザイナー
- 生年不詳 - 篠原まさのり[24]、声優

### 人物以外（動物など）
- 1999年 - ピース、日本で初めて人工哺育に成功したホッキョクグマ
- 2014年 - 桜浜、ジャイアントパンダ
- 2014年 - 桃浜、ジャイアントパンダ

## 忌日

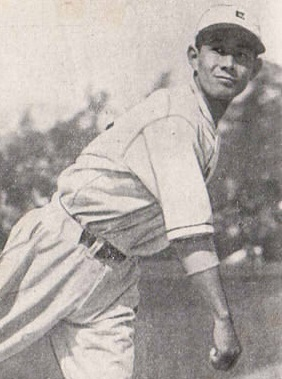
プロ野球選手、沢村栄治(1917-1944)戦死。速球派投手として活躍、沢村賞として名を残す。

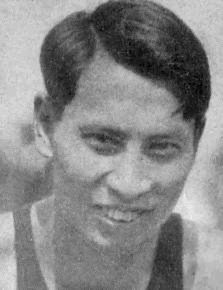
陸上選手、織田幹雄(1905-1998)没。日本人初のオリンピック金メダリスト。

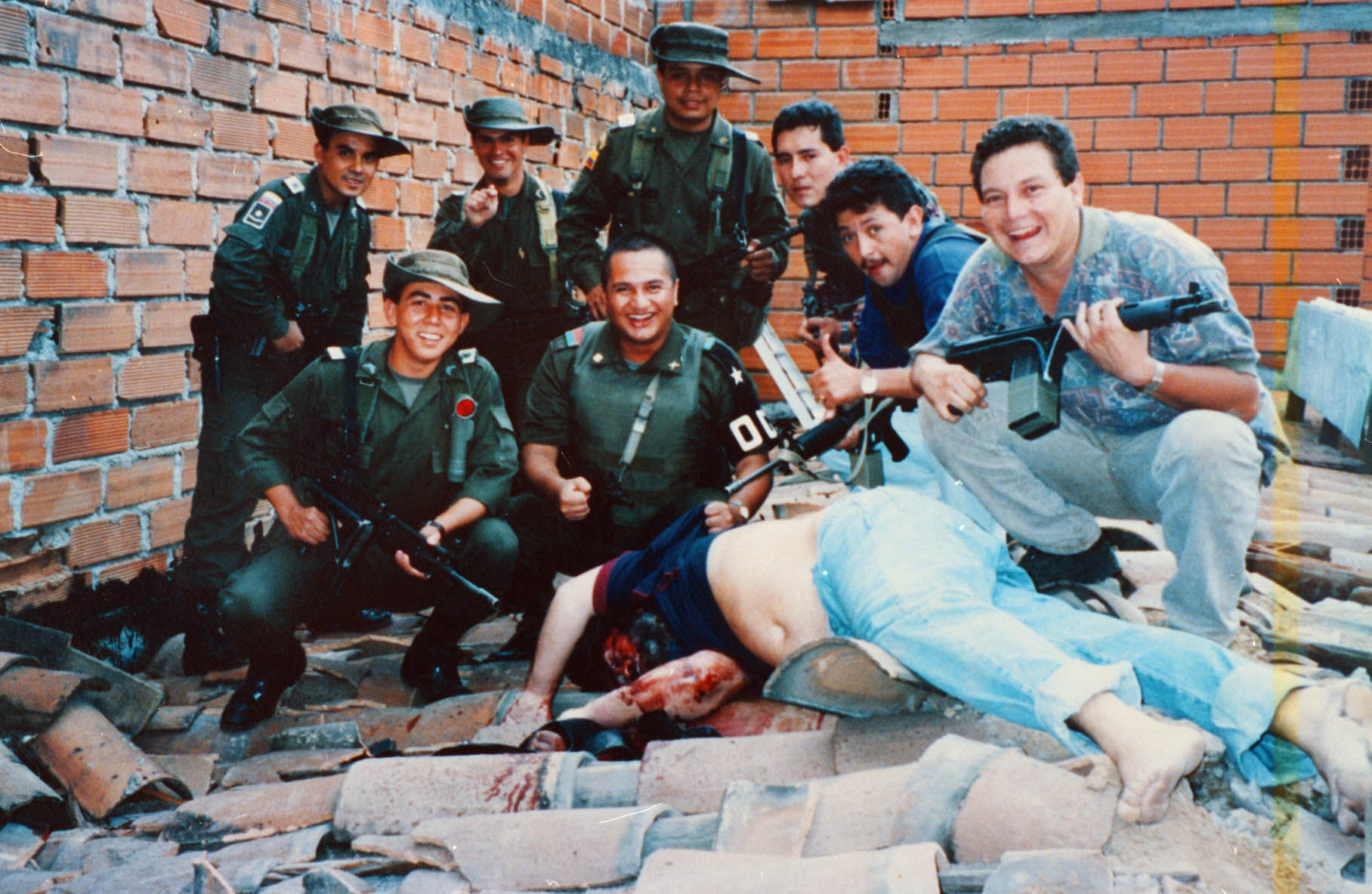
パブロ・エスコバル(1949-1993)銃殺。エスコバルの銃殺を成し遂げて記念撮影をする警官たち。

- 1348年（貞和4年/正平3年11月11日） - 花園天皇 、第95代天皇（* 1297年）
- 1455年 - イザベル・デ・コインブラ、ポルトガル王アフォンソ5世の妃（* 1432年）
- 1469年 - ピエロ・ディ・コジモ・デ・メディチ、フィレンツェ・メディチ家当主（* 1416年）
- 1515年 - ゴンサロ・フェルナンデス・デ・コルドバ、スペイン王国の将軍（* 1453年）
- 1547年 - エルナン・コルテス、探検家（* 1485年）
- 1594年 - ジェラール・メルカトル、地図学者（* 1512年）
- 1628年（寛永5年11月7日） - 小野忠明、剣術家（* 1569年）
- 1810年 - フィリップ・オットー・ルンゲ、画家（* 1777年）
- 1814年 - マルキ・ド・サド、フランスの貴族、小説家（* 1740年）
- 1845年 - ジモン・マイール、作曲家（* 1763年）
- 1846年（弘化3年10月14日） - 伴信友、国学者（* 1773年）
- 1849年 - アデレード、イギリス王ウィリアム4世の妃（* 1792年）
- 1859年 - ジョン・ブラウン、奴隷制度廃止運動家（* 1800年）
- 1894年 - ヘルマン・ロエスレル、法学者、経済学者（* 1834年）
- 1903年 - ジュゼッペ・ザナルデッリ、政治家、イタリア首相（* 1826年）
- 1910年 - グスタフ・アドルフ・フォン・ゲッツェン、探検家（* 1866年）
- 1912年 - 川崎正蔵、実業家、川崎造船所創業者（* 1838年）
- 1916年 - フランチェスコ・パオロ・トスティ、作曲家（* 1846年）
- 1918年 - エドモン・ロスタン、劇作家、詩人（* 1868年）
- 1923年 - トマス・ブレトン、作曲家（* 1850年）
- 1924年 - フーゴ・フォン・ゼーリガー、天文学者（* 1849年）
- 1931年 - ヴァンサン・ダンディ、作曲家（* 1851年）
- 1934年 - トーマス・エスピン、天文学者（* 1858年）
- 1938年 - 江口きち、歌人（* 1913年）
- 1941年 - 野崎廣太、実業家（* 1859年）
- 1944年 - ヨゼフ・レヴィーン、ピアニスト（* 1874年）
- 1944年 - フィリッポ・トンマーゾ・マリネッティ、詩人、評論家（* 1876年）
- 1944年 - 沢村栄治、プロ野球選手（* 1917年）
- 1945年 - 岩崎小弥太、実業家、三菱財閥4代目総帥（* 1879年）
- 1945年 - 安井てつ、教育者（* 1870年）
- 1948年 - チャノ・ポソ、ラテンジャズコンガ奏者（* 1915年）
- 1950年 - ディヌ・リパッティ、ピアニスト（* 1917年）
- 1955年 - 岩崎久弥、実業家（* 1865年）
- 1956年 - ハインリッヒ・バルクハウゼン、物理学者（* 1881年）
- 1959年 - ジョン・オーガスト・アンダースン、天文学者（* 1876年）
- 1962年 - 植原悦二郎、政治家（* 1877年）
- 1962年 - 細川嘉六、ジャーナリスト、政治学者、政治家（* 1888年）
- 1963年 - 佐佐木信綱、歌人（* 1872年）
- 1964年 - 青木正児、中国文学研究家（* 1887年）
- 1964年 - ジョゼフ・ドッジ、銀行家（* 1890年）
- 1966年 - ライツェン・エヒベルトゥス・ヤン・ブラウワー、数学者（* 1881年）
- 1966年 - 舟崎由之、実業家（* 1894年）
- 1969年 - クリメント・ヴォロシーロフ、軍人、政治家（* 1881年）
- 1970年 - 河西三省、アナウンサー、実業家（* 1898年）
- 1974年 - ソフィー＝カルメン・エックハルト＝グラマッテ、作曲家（* 1901年）
- 1974年 - 山村辰雄、ヤクザ（* 1903年）
- 1975年 - 森田忠勇、プロ野球監督（* 1905年）
- 1979年 - 植草甚一、評論家（* 1908年）
- 1980年 - 麻生太賀吉、実業家、政治家（* 1911年）
- 1984年 - 牧野茂、プロ野球選手（* 1928年）
- 1985年 - アニエロ・デラクローチェ、マフィア（* 1914年）
- 1986年 - デジ・アーナズ、俳優（* 1917年）
- 1987年 - ヤーコフ・ゼルドビッチ、物理学者（* 1914年）
- 1990年 - アーロン・コープランド、作曲家（* 1900年）
- 1990年 - 浜口庫之助、作曲家（* 1917年）
- 1993年 - 井伊直愛、政治家（* 1910年）
- 1993年 - パブロ・エスコバル、犯罪者、メデジン・カルテルの最高幹部（* 1949年）
- 1998年 - 織田幹雄、陸上競技三段跳選手（* 1905年）
- 2002年 - イヴァン・イリイチ、哲学者（* 1926年）
- 2002年 - マル・ウォルドロン、ジャズピアニスト（* 1925年）
- 2003年 - 西村公朝、仏師（* 1915年）
- 2004年 - アリシア・マルコワ、バレエダンサー（* 1910年）
- 2005年 - 栗原健、アーキビスト 、歴史学者（* 1911年）
- 2006年 - マリスカ・ヴェレス、ロック歌手（ショッキング・ブルー）（* 1947年）
- 2007年 - 多田道太郎、フランス文学者（* 1924年）
- 2007年 - エレオノラ・ロッシ＝ドラゴ、女優（* 1925年）
- 2007年 - デニス・キーン、詩人、翻訳家（* 1934年）
- 2008年 - オデッタ、フォークソング歌手（* 1930年）
- 2008年 - ピョートル・ラティシェフ、ロシアウラル連邦管区大統領全権代表（* 1948年）
- 2009年 - 平山郁夫、日本画家（* 1930年）
- 2009年 - 伊藤正義、国文学者、能楽研究者、神戸女子大学名誉教授（* 1930年）
- 2009年 - 橋本昌二、囲碁棋士（* 1935年）
- 2009年 - 永田昌久、実業家、元日本製鋼所社長（* 1940年）
- 2010年 - ロン・サント、元プロ野球選手（* 1940年）
- 2011年 - 長谷川チヨノ、スーパーセンテナリアン（* 1896年）
- 2011年 - クリストファー・マクドナルド、実業家、サッカー選手（* 1931年）
- 2012年 - 加藤弘（英語版）、武道家、合気道師範（* 1935年）

- 2013年 - 柄沢とし子、政治家（* 1911年）
- 2013年 - 佐藤勝巳、評論家、雑誌編集者、北朝鮮に拉致された日本人を救出するための全国協議会（救う会）元会長（* 1929年）
- 2013年 - クリストファー・エヴァン・ウェルチ、俳優（* 1965年）
- 2014年 - 岸宏子、放送作家、小説家（* 1922年）
- 2014年 - ジャン・ベリヴォー、アイスホッケー選手（* 1931年）
- 2014年 - 岩田宏、詩人、作家、翻訳家（* 1932年）
- 2014年 - 西岡一、工学者、同志社大学名誉教授（* 1934年）
- 2014年 - ボビー・キーズ、ミュージシャン（* 1943年）
- 2015年 - ジョージ・T・サカト、アメリカ陸軍軍人（* 1921年）
- 2015年 - ガブリエーレ・フェルツェッティ、俳優（* 1925年）
- 2015年 - 曾和博朗、能楽囃子方、小鼓方幸流能楽師、人間国宝（* 1925年）
- 2015年 - 板垣宏、実業家、元帝人社長（* 1930年）
- 2016年 - 野口元大、国文学者、上智大学名誉教授（* 1929年）
- 2017年 - ウリ・ロンメル、俳優、映画監督（* 1944年）
- 2017年 - はしだのりひこ、シンガーソングライター、フォークシンガー（* 1945年）
- 2017年 - 高木誠一、実業家、元アンデルセン・パン生活文化研究所社長（* 1948年）
- 2018年 - 倉知俊彦、政治家（* 1931年）
- 2019年 - ロバート・マッシー、ジャーナリスト、歴史家（* 1929年）
- 2019年 - ドロシー・フォンタナ、脚本家（* 1939年）
- 2019年 - 目黒謙一、官僚、元金融庁検査局検査監理官（* 1947年）
- 2020年 - ヴァレリー・ジスカール・デスタン、政治家（* 1926年）
- 2020年 - レイファー・ジョンソン、元陸上競技選手、俳優（* 1934年）
- 2020年 - フランク・カーニー、起業家、ピザハット共同創業者（* 1938年）
- 2020年 - パット・パターソン、元プロレスラー（* 1941年）
- 2020年 - 神田翠月、講談師（* 1943年）
- 2020年 - ザファルッラー・カーン・ジャマーリー、政治家（* 1944年）
- 2020年 - 平松一夫、会計学者（* 1947年）
- 2021年 - ダーリーン・ハード、元テニス選手（* 1936年）
- 2021年 - 南山英雄、実業家、元北海道電力社長（* 1940年）
- 2021年 - ローレンス・ウェイナー、芸術家、コンセプチュアル・アーティスト（* 1942年）
- 2022年 - 来嶋靖生、歌人、編集者（* 1931年）
- 2022年 - 星野昌子、NGO活動家（* 1932年）
- 2022年 - 西村嘉郎、テレビプロデューサー、元朝日放送（現朝日放送テレビ）社長（* 1937年）
- 2022年 - 崔秉烈、政治家、第29代韓国ソウル特別市長（* 1938年）
- 2022年 - 菊川凱夫、元サッカー選手、指導者（* 1944年）
- 2023年 - クラレンス・ケリー、カトリック教会司教（* 1941年）
- 2023年 - フォスタン・トゥワギラムング、政治家、第5代ルワンダ首相（* 1945年）
- 2024年 - 正野勝也、実業家、元雪印乳業社長（* 1928年）
- 2024年 - ドン・オール、バスケットボール選手（* 1936年）
- 2024年 - 康芳夫、プロデューサー、俳優（* 1937年）
- 2024年 - 劉家昌、シンガーソングライター、映画監督、俳優（* 1941年）
- 2024年 - ヘルムート・ドゥカダム、サッカー選手（* 1959年）
- 2024年 - イスラエル・バスケス、プロボクサー、元世界ボクシング評議会世界スーパーバンタム級王者（* 1977年）

## 記念日・年中行事
- 奴隷制度廃止国際デー
国際デーの一つ。1949年のこの日に国際連合総会決議317（IV）「人身売買及び他人の売春からの搾取の禁止に関する条約」が採択されたことを記念。
- 建国記念日（ ラオス）
1975年のこの日、ラオスで王制が廃止され、ラオス人民民主共和国が成立したことを記念。
- 連邦結成記念日（ アラブ首長国連邦）
1971年のこの日、イギリスの保護下にあったアブダビ、ドバイ、シャールジャ、アジュマーン、ウンム・アル＝カイワイン、フジャイラの6つの首長国が独立してアラブ首長国連邦を結成したことを記念。翌年ラアス・アル＝ハイマが加入し、現在の7首長国の体制となった。
- 交通安全の日( 中華人民共和国)
2012年11月21日、中華人民共和国国務院は、2012年から毎年12月2日を「全国交通安全の日」とすることに合意した。
- 日本アルゼンチン修好記念日（ 日本）
1898年のこの日、日本とアルゼンチンとの間に修好通商航海条約が結ばれた。
- 日本人宇宙飛行記念日（ 日本）
1990年12月2日にTBS記者の秋山豊寛を乗せたソ連のソユーズTM11号が打ち上げられ、秋山が日本人初の宇宙飛行に成功したことに由来。
- 原子炉の日
1942年のこの日、アメリカのシカゴ大学構内に設置された実験用小型原子炉シカゴ・パイル1号で、世界で初めてウランの核分裂の持続的な連鎖反応に成功したことに由来。
- 安全カミソリの日
1901年のこの日、キング・キャンプ・ジレットが替え刃式の安全カミソリの特許を出願したことに由来[25]。